# Całym sercem
Całym sercem – trzeci solowy album studyjny Andrzeja Rybińskiego, wydany w 2011 roku.

## Lista utworów

### Płyta CD
1. „Czasami” – (04:01)
2. „Nim wybije północ” – (03:16)
3. „Ocali mnie uśmiech twój” – (03:03)
4. „Zawsze jest po co żyć” – (03:40)
5. „Całym sercem” – (03:17)
6. „Nie jestem sam” – (03:14)
7. „Życie na kredyt” – (03:33)
8. „Na lepsze jutro” – (03:18)
9. „Każdy tego chce” – (03:12)
10. „Drugie życie” – (03:42)
11. „Po sezonie” – (03:55)
12. „To nie byłem ja” – (03:06)[1]

## Twórcy
- Akordeon: Bogdan Kotowski (1)
- Aranżacja: Łukasz Drozd (5, 8, 12), Marcin Kindla (1–5, 7–8, 10–11), Michał Kuczera (3)
- Chór: Łukasz Drozd (5, 8, 12), Wojciech Gruszczyński (1, 9), Marcin Kindla (1–3, 10–11), chór (9)
- Fortepian: Łukasz Drozd (9, 12), Bogdan Kotowski (3)
- Gitara: Łukasz Drozd (6), Ryszard Sygitowicz (11)
- Gitara akustyczna: Marcin Kindla (1, 4, 7–8, 10), Michał Kuczera (1–5, 7–8, 10–11), Adam Szewczyk (1)
- Gitara basowa: Marcin Kindla (1–5, 7–8, 10–11)
- Gitara elektryczna: Marcin Kindla (4), Michał Kuczera (1–5, 7–8, 10–11), Bohdan Lizoń (3)
- Instrumenty klawiszowe: Łukasz Drozd (5–6, 8–9, 12), Marcin Kindla (1–5, 7–8, 10–11)
- Mastering: Jacek Gawłowski (1)
- Miksowanie: Łukasz Drozd (5–6, 8–9, 12), Jacek Gawłowski (1), Michał Kuczera (2–4, 7, 10–11)
- Muzyka: Marcin Kindla (1, 4, 10), Andrzej Rybiński (2–3, 5–9, 11–12), Bartosz Wielgosz (6)
- Orkiestra: Stefan Sendecki (3)
- Rhodes: Marcin Kindla (7, 10–11), Michał Kuczera (3), Andrzej Rybiński (2)
- Słowa: Wojciech Byrski (4–5, 8), Marek Dagnan (10–11), Marcin Kindla (1, 7, 10), Andrzej Kuryło (7), Bogdan Olewicz (2), Jacek Skubikowski (9), Ewa Żylińska (3)
- Smyczki: Stefan Sendecki (3)
- Trąbka: Jarosław Spałek (1)[2]